# 시몬 주르코프스키
시몬 피오트르 주르코프스키(폴란드어: Szymon Piotr Żurkowski, 1997년 9월 25일~)는 폴란드의 축구 선수로, 현재 이탈리아 세리에 A의 엠폴리에서 미드필더로 뛰고 있다.